# مارسيلو منديز
مارسيلو منديز (بالإسبانية: Marcelo Méndez Russo)‏ (10 يناير 1981 في الأوروغواي - ) هو لاعب كرة قدم أوروغواني في مركزي الدفاع وقلب الدفاع. لعب مع أتلتيكو جونيور وإنديبندينتي وبنيارول وكايسري سبور ومونتيفيديو واندررز ونادي أسترا جورجو وIndependiente Rivadavia ‏ ونادي هوراكان وسنترو أتلتيكو فينكس ‏.

## وصلات خارجية
- مارسيلو منديز على موقع الاتحاد الأوربي (الإنجليزية)
- مارسيلو منديز على موقع اتحاد تركيا (لاعب) (الإنجليزية)
- مارسيلو منديز على موقع قاعدة بيانات كرة القدم.إي يو (الإنجليزية)
- مارسيلو منديز على موقع Soccerway.com (الإنجليزية)